# Rhoideae
Rhoideae je tribus biljaka iz porodice rujevki. Na popisu je 14 rodova.

## Rodovi
1. Toxicodendron Mill. (29 spp.)
2. Actinocheita F. A. Barkley (1 sp.)
3. Bonetiella Rzed. (1 sp.)
4. Pseudosmodingium Engl. (5 spp.)
5. Metopium P. Browne (4 spp.)
6. Comocladia P. Browne (27 spp.)
7. Cotinus Mill. (7 spp.)
8. Haplorhus Engl. (1 sp.)
9. Pistacia L. (9 spp.)
10. Rhus L. (50 spp.)
11. Mosquitoxylum Krug & Urb. (1 sp.)
12. Melanococca Blume (1 sp.)
13. Malosma Engl. (1 sp.)
14. Rhodosphaera Engl. (1 sp.)